# Rollo Armstrong
Rollo Armstrong, celým jménem Rowland Constantine O'Malley Armstrong, (* 29. dubna 1966 Londýn) je anglický hudební producent. Je starším bratrem zpěvačky Dido, s níž spolupracoval na několika albech, včetně No Angel (1999), Life for Rent (2003) a Girl Who Got Away (2013). Od poloviny devadesátých let působí v uskupení Faithless. Během své kariéry spolupracoval s mnoha dalšími hudebníky, mezi něž patří například Kristine W a Pet Shop Boys. Také se věnuje tvorbě remixů.